# 阿拉帕哈 (喬治亞州)
阿拉帕哈（英語：Alapaha）是一個位於美國喬治亞州貝林縣的城鎮。

## 地理
阿拉帕哈的座標為31°22′56″N 83°13′26″W / 31.38222°N 83.22389°W，而該地的平均海拔高度為87米（即285英尺）。

## 人口
根據2010年美國人口普查的數據，阿拉帕哈的面積為2.66平方千米，均為陸地。當地共有人口668人，而人口密度為每平方千米251人。